# Oluwafemi Ajilore
Oluwafemi Ajilore, född den 16 januari 1985 i Lagos, Nigeria, är en nigeriansk fotbollsspelare. Vid fotbollsturneringen under OS 2008 i Peking deltog han det nigerianska U23-laget som tog silver. 